# Енуреза
Енурезата (популярно като „нощно напикаване“) е неволно и неосъзнато изпускане на урина. Малкото дете, което намокря леглото си до петнадесетия или осемнадесетия месец, защото не е постигнало контрол над сфинктерите, не е енурезично. Обикновено се говори за енуреза, когато неволното и повтарящо се изпускане на урина (понякога през деня, но по-често през нощта) се случва при деца на повече от четири години и не може да се обясни с органично заболяване.
Енурезата се среща относително често: според преценките около 10 – 15% от децата и от 0,5% (К. Видайе, 1984) до 3% (Ф. Кушинг, 1975) от възрастните са енурезични. Установено е, че енурезата се появява у деца, чиито родители се готвят да се развеждат или съвпада с раждането на малко братче или сестриче, с постъпването в детски дом и т.н. В някои случаи това е регресия към бебешкото състояние.
Предпочитано лечение на енурезата е да се успокои детето, да се премахне чувството му за вина и да бъде привлечено да участва в своето лечение.
Според психолози, ако след 12-годишна възраст някой младеж проявява всички компоненти от Триадата на Макдоналд (жестокост към животни, пиромания, нощно напикаване в леглото), то има голям шанс по-късно той да покаже криминални социопатски тенденции.